# Internationaux de Strasbourg 2000
Internationaux de Strasbourg 2000 — жіночий тенісний турнір, що проходив на відкритих кортах з ґрунтовим покриттям Centre Sportif de Hautepierre в Страсбургу (Франція). Це був 14-й турнір Internationaux de Strasbourg. Належав до турнірів 3-ї категорії в рамках Туру WTA 2000. Тривав з 22 до 27 травня 2000 року. Шоста сіяна Сільвія Талая здобула титул в одиночному розряді й отримала 27 тис. доларів США.

## Фінальна частина

### Одиночний розряд
Сільвія Талая —  Ріта Куті-Кіш 7–5, 4–6, 6–3
- Для Талаї це був другий титул за сезон.

### Парний розряд
Соня Джеясілан /  Флоренсія Лабат —  Кім Грант /  Марія Венто-Кабчі 6–4, 6–3